# Масикевич Орест Сидорович
О́рест Си́дорович (Ісидорович) Масике́вич (9 серпня 1911, Неполоківці — 8 жовтня 1980, Буфтя, Ілфов) — український поет, перекладач, журналіст, громадський діяч, член ОУН.
Псевдоніми і криптоніми: О. Щипинський, О. М-вич.

## Життєпис
Народився 9 серпня 1911 року в селі Неполоківці, Герцогство Буковина (тепер Кіцманський район), яка з 1918 і до 1940 року входила до складу Румунії. Батько Ореста був дяком у місцевій церкві.
В 1930 році закінчив гімназію в Шипинцях і вступив до Чернівецького університету на факультет філософії та соціології. В студентські роки брав активну участь у суспільному і культурному житті університету, очолював студентське товариство «Запоріжжя», відвідував драматичний гурток «Буковинський кобзар», вступив до товариства «Українська Школа». Згодом створив студентське націоналістичне товариство «Залізняк».
Спільно з Денисом Квітковським та Орестом Зибачинським створює ОУН на Буковині. Після приєднання Буковини до СРСР разом з дружиною емігрує до Бухаресту, де увійшов до Провода буковинської організації ОУН (прихильників Андрія Мельника), входив до складу Буковинського куреня.
Наприкінці червня 1941 року разом з групою патріотично налаштованих студентів-українців прибув до Миколаєва. 23 серпня 1941 року наказом військового коменданта Миколаєва було створено Миколаївську міську управу. Першим бургомістром міста став Орест Масикевич. На цій посаді Масикевич пробув чотири місяці і 24 грудня 1941 року за наказом військового коменданта Миколаєва бригадефюрера СС Тітмана був заарештований. За час свого керівництва міським господарством Масикевич видав понад 300 указів та розпоряджень, були відбудовані Варварівський міст і міська ТЕЦ, відновлено роботу шкіл, лікарень, музеїв, кінотеатрів, магазинів.
Спочатку був засуджений до страти, проте незабаром вирок було скасовано і за чотири місяці був звільнений, брав участь у нелегальній діяльності ОУН. В жовтні 1945 року в Бухаресті Масикевича знов заарештовано, цього разу працівниками СМЕРШу і доправлений у Москву. Засуджений військовим трибуналом до 10 років таборів. Покарання відбував біля Братська, в «Озерлагу». Після звільнення повернувся в Румунію, де займався виключно літературною діяльністю.
1955 року після інфаркту (1954) повернувся до родини в м. Тімішоара (Румунія). У 1959 році переніс другий інфаркт, втратив роботу. У 1969 році переніс третій інфаркт, жив на мізерну пенсію. У 1974—1978 роках мешкав у м. Буфтя.
Помер 8 жовтня 1980 року. Похований на цвинтарі міста Буфтя, на півдні Румунії, неподалік Бухареста.

## Літературна діяльність
Писати вірші почав ще в шкільному віці. Під час навчання у Чернівецькому університеті розпочав друкуватись в українській періодиці.
У 1934 році виходить друком перша поетична збірка — «Пісня пісень», а наступного року — «Поема світанків». Одночасно Масикевич є головним редактором газети «Час» та ілюстрованого листка сатири і гумору «Чортополох». В календарі-альманасі за 1937 рік опубліковано новелу «Суд вождя».
Політична діяльність та ув'язнення на тривалий час перервали його літературну діяльність. Вже після звільнення з «Озерлагу» видає поетичну збірку «На місячних перехрестях».
В останні роки займався перекладацькою діяльністю, перекладаючи на румунську твори Івана Франка, Павла Тичини, Василя Чумака.

## Твори
Автор поетичних збірок «На місячних перехрестях» (1971), «Буреквіти» (1979), «Ключ-зілля» (1983).
Окремі видання:
- Масикевич О. Буреквіти. Лірика. — Бухарест: Критеріон, 1979. — 95 с.
- Масикевич О. Ключ-зілля. Лірика. — Бухарест: Критеріон,1983. — 326 с.
- Масикевич О. На місячних перехрестях. Лірика. — Бухарест: Критеріон, 1971. — 149 с.